# L'Étale
Pour les articles homonymes, voir Étale (homonymie).
L'Étale est un sommet de France situé à la limite des départements de la Savoie et de la Haute-Savoie, dans la chaîne des Aravis.

## Géographie
Avec 2 483 mètres d'altitude, l'Étale est le plus haut sommet de la partie méridionale de la chaîne des Aravis au sud du col des Aravis. Il domine le village de Manigod situé à l'ouest et celui de la Giettaz au nord-est.

## Ascension
Son ascension la plus classique en été se réalise au départ de Comburce, au fond de la vallée de Manigod. Il est également possible de rejoindre l'alpage de Tardevant depuis le lieu-dit l'Arblay, sous l'aiguille de Manigod, puis le col du Passet où l'on rejoint l'itinéraire de Comburce. Bien que classique, l'itinéraire comporte de nombreux pierriers et une partie finale aérienne. L'Étale est un sommet pour randonneurs avertis. Le couloir au sommet de la combe peut se révéler glissant le matin. Le sommet est ensuite facilement atteint, la traversée des arêtes demande de la vigilance, les prises sont bonnes et il n'y a qu'un seul passage un peu délicat au bout de l'arête, dit « lame de rasoir », qui peut se prendre en se servant des mains et en trouvant de bonnes prises côté Manigod, le coté Savoie étant un toit qui plonge vers le vide. Le retour peut se faire par une pente herbeuse qui permet d'atteindre une petite brèche en désescalade facile pour rejoindre la combe ou par une cheminée qui permet de rejoindre l'alpage de Tardevant, voire la brèche précédemment citée en longeant au-dessus de l'alpage.

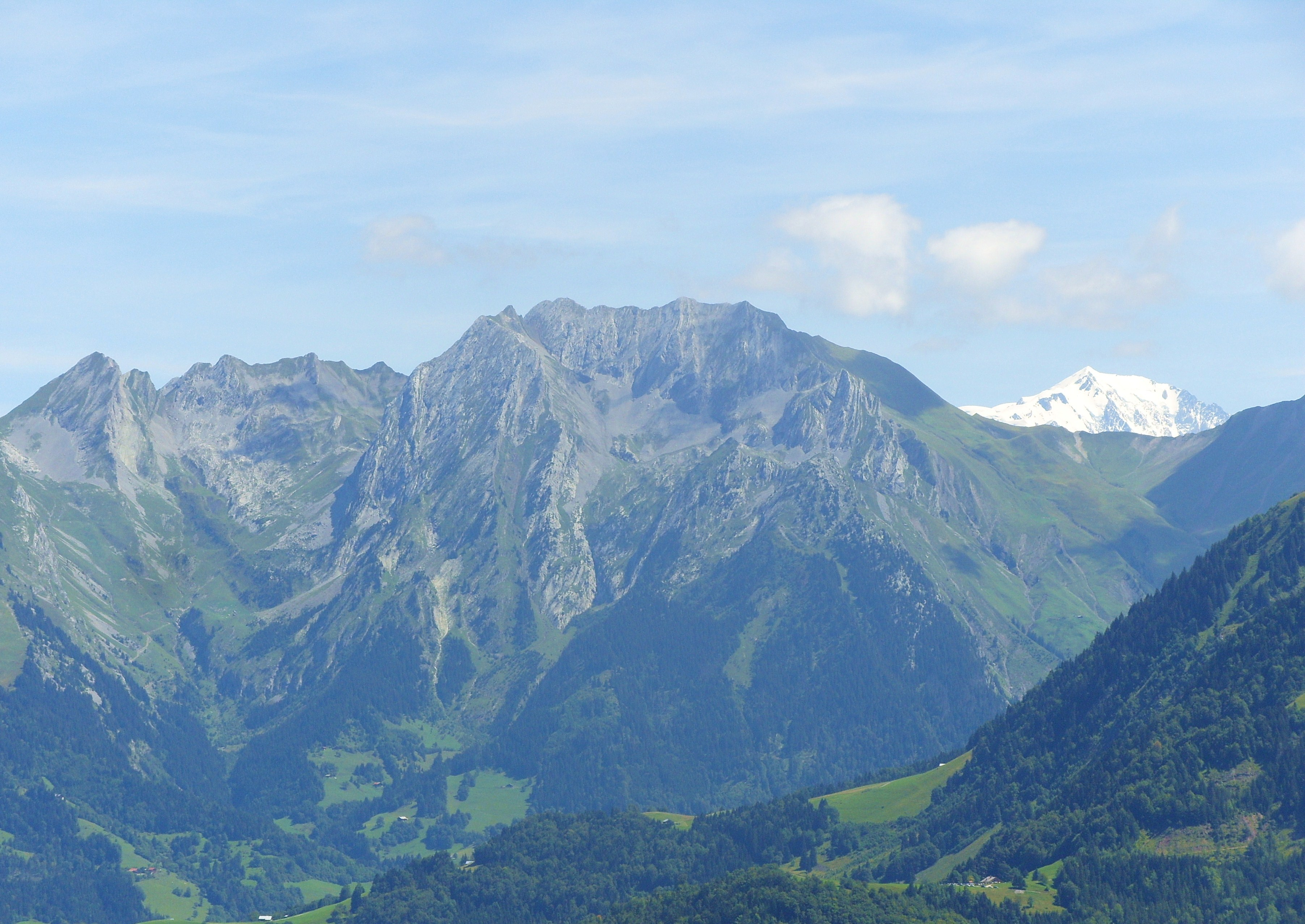
Vue de l'Étale depuis l'ouest.

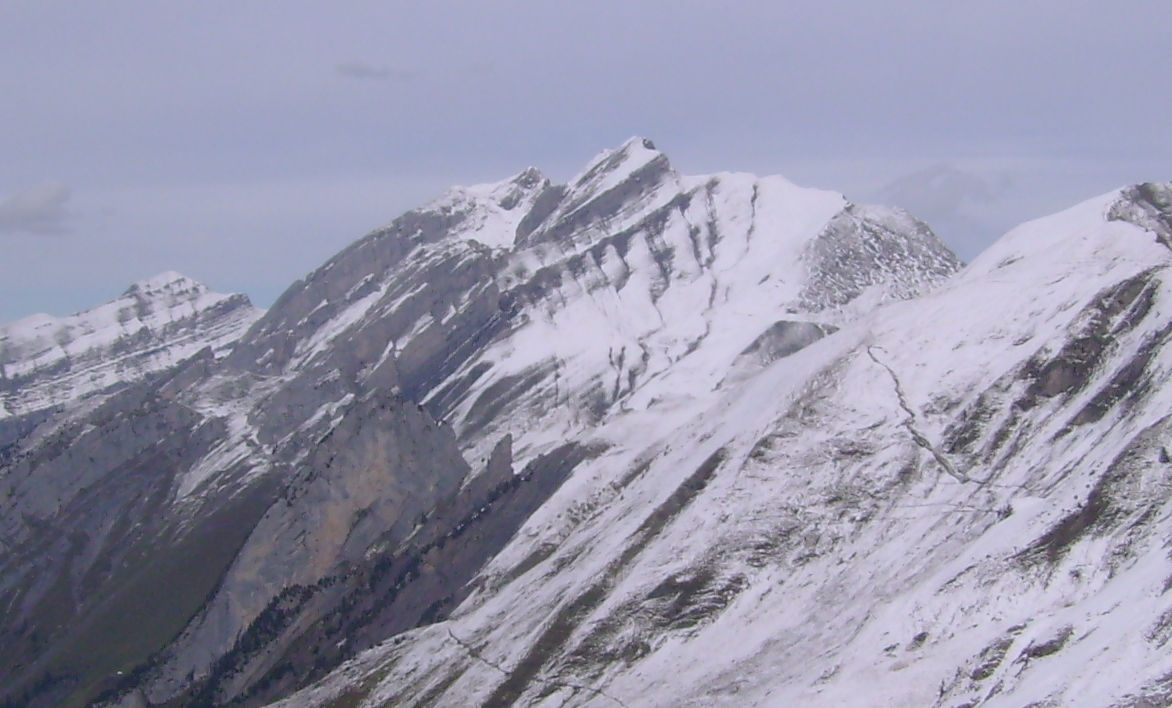
Vue hivernale de l'Étale depuis le sud avec l'aiguille de Manigod en contrebas au premier plan et la pointe de Merdassier à gauche.